# Värmlands Museum

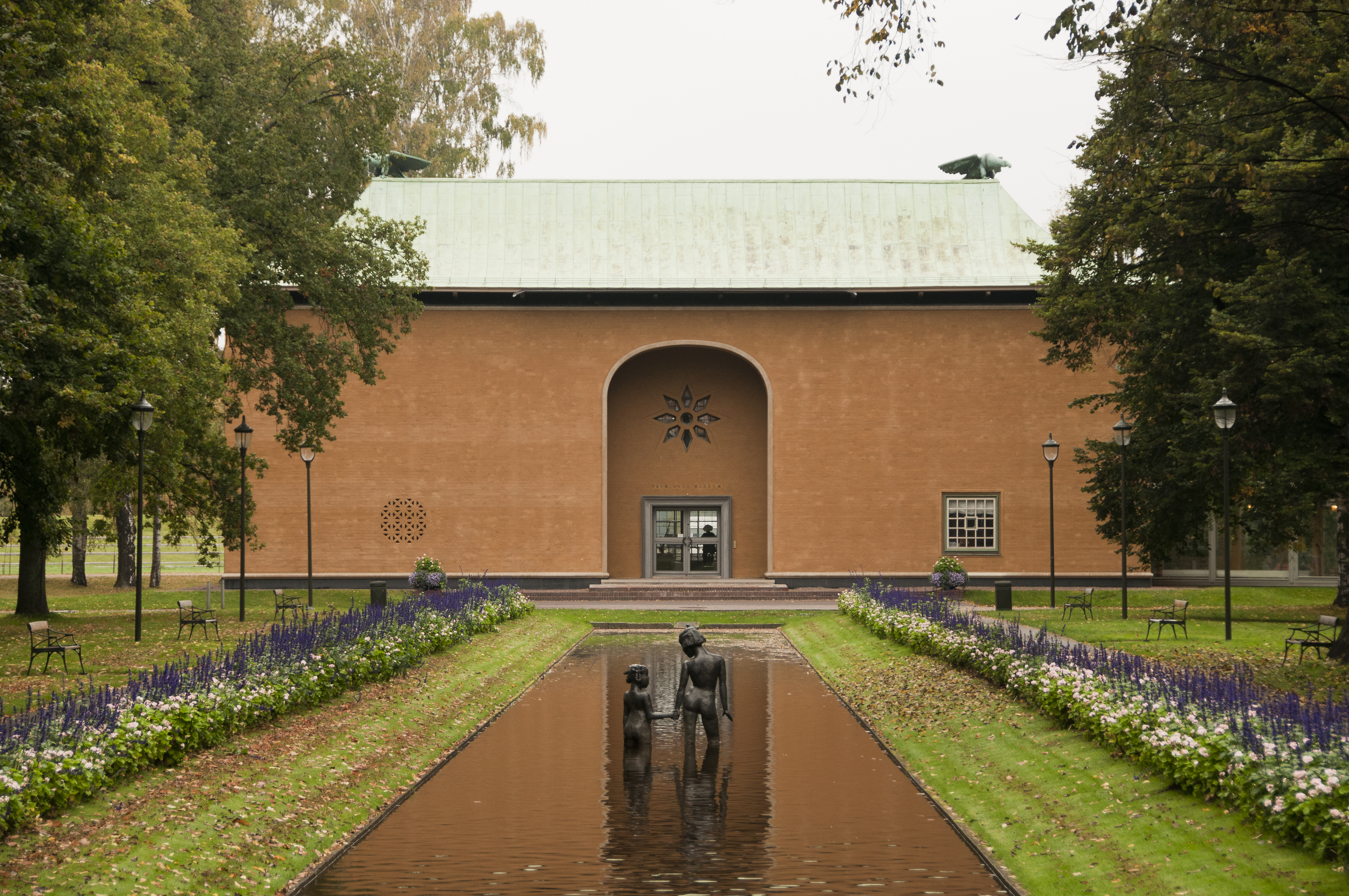
Värmlands museum

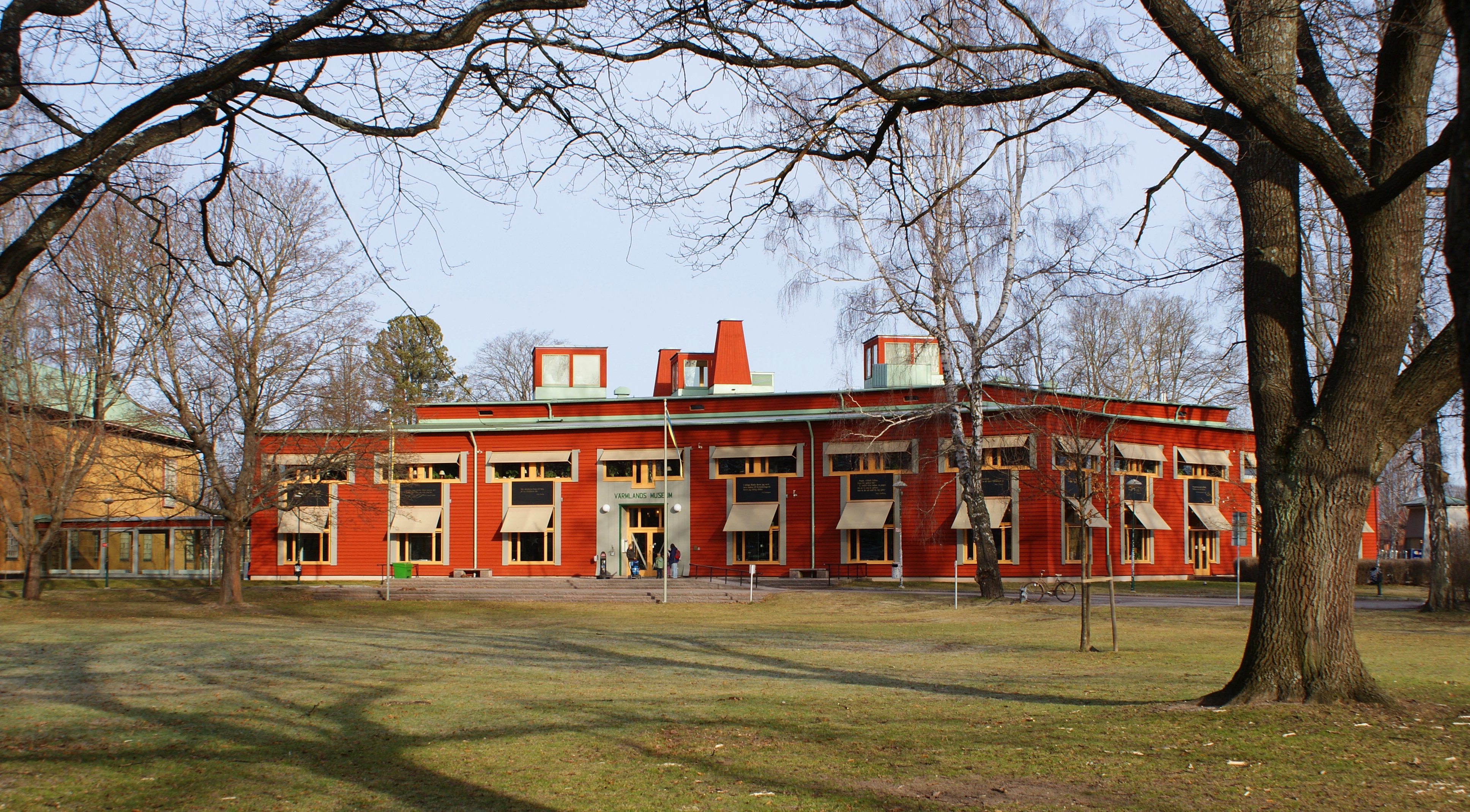
Värmlands museum, Zubau

Värmlands Museum ist das Provinzmuseum der schwedischen Provinz Värmland. Das Museum in Karlstad hat die Aufgabe, Geschichte, Kunst und Kulturerbe der Provinz Värmland zu dokumentieren und zu vermitteln.
Das Museum wurde 1929 nach der Fertigstellung des Museumsgebäudes, geplant vom Architekten Cyrillus Johansson, eröffnet. 1988 wurde ein Nebengebäude erbaut.
Das Museum hat drei Basisausstellungen:
- eine  Ausstellung zur Geschichte Värmlands
- eine Kunstausstellung zu värmländischer Kunst mit dem Schwerpunkt auf dem 20. Jahrhundert
- ein Science Center mit Experimentierwerkstatt.

Daneben werden regelmäßig zeitlich begrenzte Ausstellungen organisiert.
Zum Museum gehören auch vier Filialen
- Dyvelstens flottningsmuseum in Forshaga, das die Geschichte der Flößerei am Klarälven vom Mittelalter bis ins 20. Jahrhundert aufgreift.
- von Echstedtska gården in Västra Smedsbyn, ein Gutshof im Rokokostil
- Långbans gruvby in Långban, eine stillgelegte Grube und Eisenhütte, die heute Industriedenkmäler sind.
- Torsby Finnkulturcentrum in Torsby, das das Kulturerbe der finnischen Siedler, die im 16. und 17. Jahrhundert in diese Gegend kamen, lebendig werden lässt.

Das Museum hatte 2011 zirka 240.000 Besucher.